# 绍兴火神庙
绍兴火神庙是位于浙江省绍兴市的一处庙宇，位于古城西北部的宝珠桥南侧，府山东麓，环山河西岸，地址为越城区府山街道龙山后街57号。
火神庙由知府杨兆建于明嘉靖四十四年。现存系清代1829年重修。三间两进，坐北朝南。2015年，火神庙公布为绍兴市文物保护单位。